# Castell Rosselló (castell)
El Castell Rosselló és una fortificació militar medieval que dona nom al poble de Castell Rosselló, del terme comunal de Perpinyà, a la comarca del Rosselló (Catalunya Nord).
Està situat en el punt més alt, en el seu extrem nord-oest, del poble homònim, a prop de l'extrem de llevant del terme perpinyanenc.

## Història
El Castell Rosselló apareix documentat des del 914 (castrum Rossilio), i poc després, el 927 (castellum Rossilionem). Fou el primer centre de l'administració del comtat de Rosselló, com a clara continuació de l'antiga Ruscino, malgrat la decadència que sofria ja a l'alta edat mitjana l'antiga ciutat romana: un precepte de Lluís el Pietós va adreçat a Rosciliona, com a cap d'un dels set comtats de la Septimània, que incloïa la Marca Hispànica. Fou a finals del segle x que fou abandonat el nucli de Castell Rosselló, en el moment que els Empúries - Rosselló es traslladen a Perpinyà.
En el moment d'aquest abandonament, a Castell Rosselló es quedaren uns castlans del lloc, que formaren el llinatge de Castellrosselló, documentat entre els segles x i xiii. La darrera hereva d'aquesta família, Beatriu de Castellrosselló, maridà Guillem de Castellnou, cabaler de Dalmau I de Castellnou. Amb això els titulars del lloc passaren a ser els Castellnou, i el senyoriu visqué la sort dels Castellnou, que passà a mans dels Fenollet, després dels Perapertusa, més tard dels Ortafà, després dels Vivers, encara després dels Cantà, i finalment dels Oms. El 1896 la senyora Anglada Oms donà la torre del castell a l'ajuntament de Perpinyà, el qual la feu restaurar convenientment quasi un segle després de la donació.

## Les restes del castell
L'element més visible, i espectacular, del Castell Rosselló és la torre de l'homenatge, que assoleix els 20 metres d'alçària i és visible es de molts indrets de la Plana del Rosselló i de la Salanca. El fet que tan sols faci 3 metres de diàmetre interior provoquen un efecte visual que n'incrementa aparentment l'alçada, pel fet que és molt estilitzada. De la resta del castell, en queden restes de la muralla nord-oest, que serveix de basament de la torre.
Està construïda amb còdols de riu, disposats en filades formant espina de peix. Té una porta a migdia, lleugerament enlairada respecte del sòl adjacent; també tres finestres rectangulars sobreposades, una a cada pis de la torre, però aquestes obertures són molt posteriors a la torre mateixa. La porta primitiva era a l'altura del primer pis, encarada al nord; era de pedra tallada, i posseïa un arc de mig punt.
La seva construcció és similar a la de les altres torres de guaita del Rosselló: aquesta torre devia servir també per a la vigilància de la costa. Connecta visualment amb les torres dels principals castells rossellonesos: Salses, Talteüll, Òpol, Castellvell, Força Real, Santa Maria la Mar i Canet de Rosselló.